# Marie Dihau
Marie Dihau   (Lilla, 12 de setembre de 1843 - París, 14 de maig de 1935) va ser una cantant, pianista i professora de cant i de piano francesa nascuda a Lilla i morta a París.

## Biografia

Henri de Toulouse-Lautrec, Mademoiselle Dihau au piano, (1890, Museu de Toulouse Lautrec).

Marie Dihau va néixer el 12 de setembre de 1843 a Lilla.
Va estudiar música al Conservatori de Lille on va obtenir un primer premi el 1862. És germana de Désiré Dihau, deu anys més gran que ella, fagot a l'Òpera de París i compositora, les melodies de la qual interpreta. Professora de cant i piano, és pianista als Concerts Colonne i cantant a la Société des concerts du Conservatoire. Reparteix el seu temps entre la seva ciutat natal i París on s'instal·la amb el seu germà després de la Guerra de 1870.
Al seu pis del Montmartre, al número 6 del carrer Frochot, Enric de Toulouse-Lautrec, el seu cosí, és presentat a Edgar Degas. Aquest últim va pintar el 1867-1868 un primer retrat, Mademoiselle Marie Dihau, conservat al Metropolitan Museum of Art. Entre 1869 i 1872 executà un segon retrat de l'artista, Mademoiselle Dihau au piano, conservat al Museu d'Orsay a París.
El 1890, Lautrec, que es diu gran admirador de Degas, va pintar un altre retrat titulat Mademoiselle Dihau au piano, conservat al Museu Toulouse-Lautrec d'Albi i el 1898 La lliçó de cant on Marie Dihau al piano acompanya la seva amiga Madame Janne Favereau debout. El quadre està exposat al museu Mohamed Mamoud Khalil del Caire.
Els quadres es van penjar a la sala d'estar de Dihau i després, després de la mort de Désiré el 1909, al modest apartament que Marie ocupava al carrer Victor-Massé i on «l'encantadora donzella viu amb uns ingressos petits i amb els ingressos de les classes de música que dona, sovint de manera gratuïta, a les noies de Montmartre que es preparen per cantar als cafès». A falta de diners, va vendre el seu primer retrat pintat per Degas al Metropolitan Museum of Art de Nova York el 1922. No volent separar-se dels altres dos quadres de Degas que posseïa, L'Orchestre de l'Opéra i son portrait au piano, els va vendre al Musée du Luxembourg l'any 1923, subjecte a usdefruit i al pagament d'una anualitat de 12 000 francs, finançat per David David-Weill per a l'Orquestra i per Marcel Guérin per al retrat. Davant l'entusiasme despertat, durant una exposició l'any 1924 a la galeria Petit, per les dues obres, que maig abans s'havien mostrat al públic, a part d'uns quants artistes i alguns familiars del Dihaus com Toulouse-Lautrec, el contracte va ser comprat pel Museu del Louvre on es van exposar després de la mort de Marie Dihau el 1935. Van ser traslladats al Museu d'Orsay el 1986. Va llegar en les mateixes condicions el seu retrat i els retrats dels seus dos germans pintats per Toulouse-Lautrec a la ciutat d'Albi, que els va destinar al museu Toulouse-Lautrec a la seva mort.
Marie Dihau va morir a París el 14 de maig de 1935, als 92 anys. Està inhumada al cementiri Saint-Vincent (divisió 10, avinguda transversal) amb el seu germà Désiré Dihau (1833-1909).

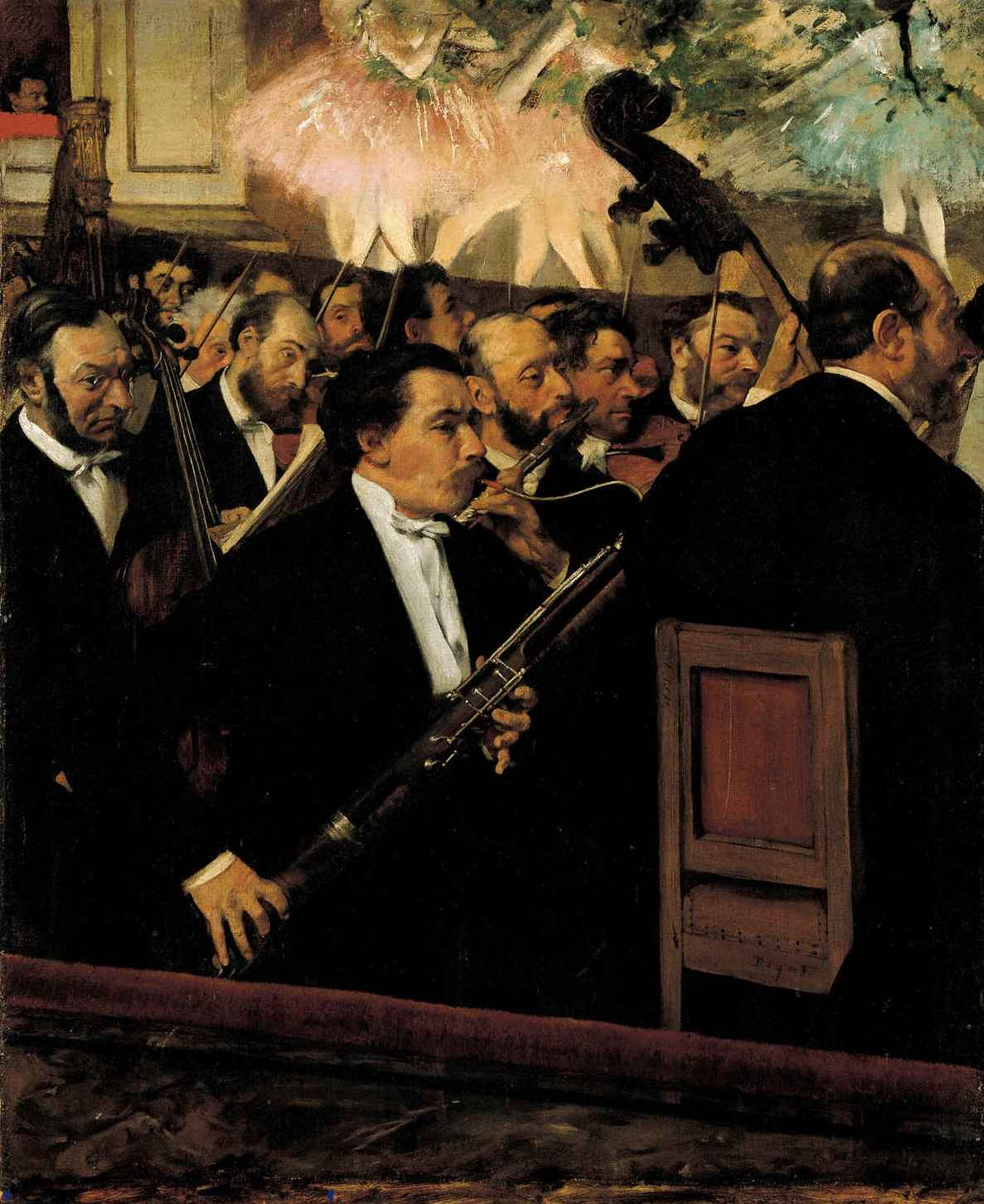
Edgar Degas, L'Orchestre de l'Opéra (museu d'Orsay, vers 1870)
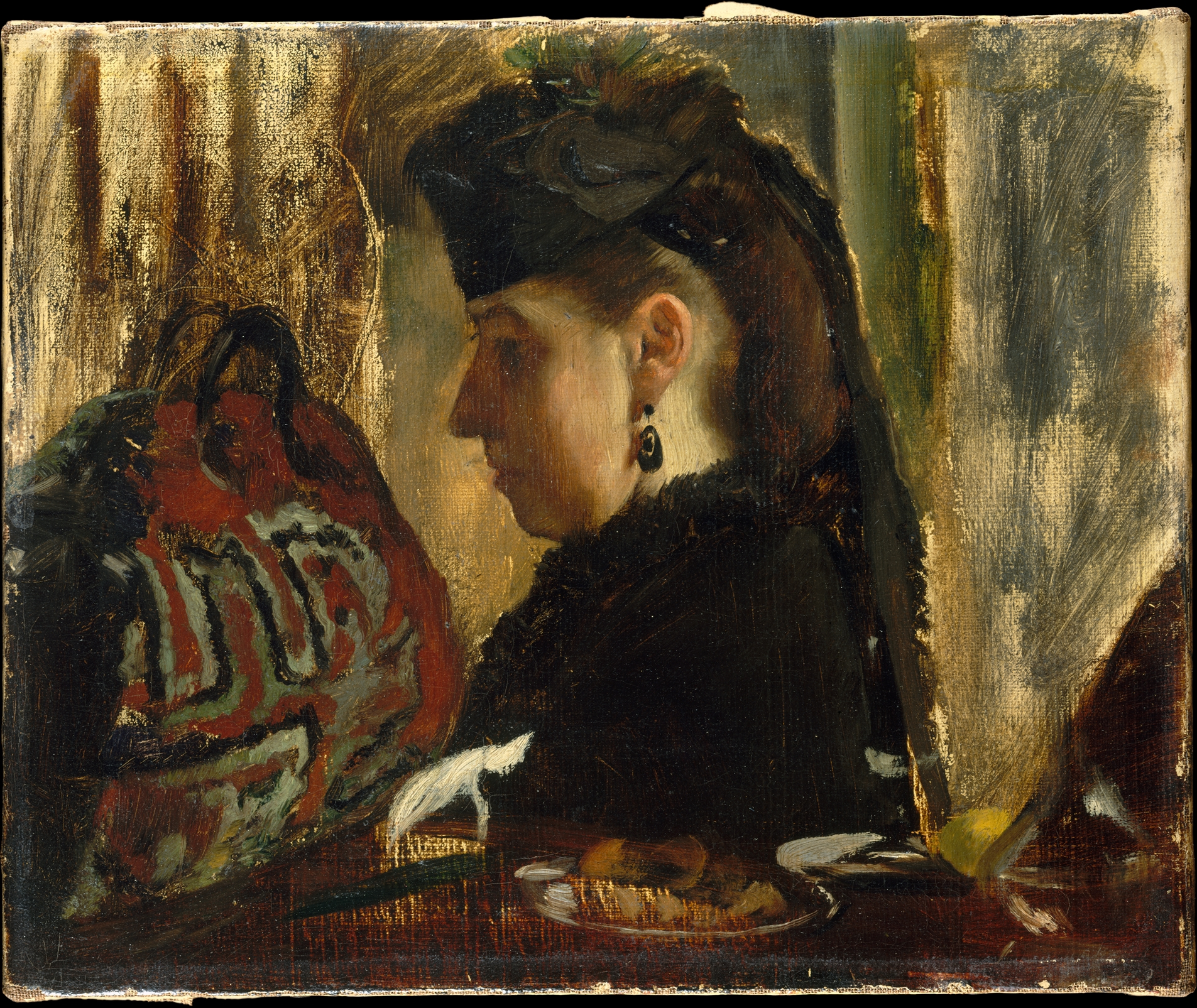
Mademoiselle Marie Dihau (Metropolitan Museum of Art, 1867-1868)